# HD46462
HD46462 — хімічно пекулярна зоря спектрального класу B9, що має видиму зоряну величину в смузі V приблизно  7,5.
Вона  розташована на відстані близько 1822,1 світлових років від Сонця.

## Фізичні характеристики
Телескоп Гіппаркос зареєстрував фотометричну змінність  даної зорі з періодом   10,36 доби в межах від  Hmin= 7,54 до  Hmax= 7,46.

## Пекулярний хімічний вміст
Зоряна атмосфера HD46462 має підвищений вміст 
Si
.